# یگان ۱۸۰۰۰
یگان ۱۸۰۰۰ یکی از لشکرهای نیروی قدس ، بازوی زبده فراسرزمینی سپاه پاسداران انقلاب اسلامی ایران (سپاه) است. این یگان به رهبری فرمانده سپاه پاسداران انقلاب اسلامی؛ علی حسن مهدوی، فعالیت‌های نظامی و پشتیبانی لجستیکی را برای تقویت نفوذ ایران در منطقه هماهنگ می‌کند. این یگان عمدتاً در داخل سوریه فعالیت می‌کند و نقش مهمی در حمل و نقل و هماهنگی کالاهای غیرقانونی از جمله سلاح و تجهیزات نظامی برای تقویت نیروهای نیابتی منطقه‌ای و منافع استراتژیک نظام جمهوری اسلامی ایران ایفا می‌کند.   

## فعالیت‌های کلیدی

### هماهنگی حمل و نقل
واحد ۱۸۰۰۰ بر سازماندهی و تدارکات عملیات قاچاق نظارت دارد و از تحویل سلاح و سایر کالاهای قاچاق به گروه های مورد حمایت ایران مانند حزب الله و سایر شبه نظامیان فعال در سوریه و مناطق همجوار اطمینان می دهد. این فعالیت‌ها جزء کلیدی تلاش‌های گسترده‌تر ایران برای گسترش نفوذ خود در خاورمیانه است.  

### همکاری با سایر یگان های سپاه قدس
این یگان در انتقال سلاح به نیروهای نیابتی ایران در سوریه، لبنان ، کرانه باختری و غزه با سایر بخش‌های نیروی قدس همکاری نزدیک دارد. این یگان همراه با واحدهایی مانند واحد ۱۹۰ که مسئولیت لجستیک حمل و نقل و قاچاق تسلیحات را بر عهده دارد، واحد ۷۰۰ که متخصص در قاچاق تجهیزات به عناوین مختلف برای فرار از کشف و یگان ۳۴۰ به سرپرستی حمید فاضلی است، در حمایت از گروه‌های موشکی و موشکی خاص توسط اسرائیل نقش دارد. حرکت النجبه .   این همکاری ها شبکه لجستیکی گسترده ای را تشکیل می دهد که از اهداف نظامی و ژئوپلیتیکی ایران در سوریه و فراتر از آن پشتیبانی می کند.  

### استفاده از پوشش بشردوستانه
واحد ۱۸۰۰۰ در استفاده از ماموریت های کمک های بشردوستانه به عنوان پوششی برای انتقال مخفیانه تسلیحات نقش داشته است. شایان ذکر است، در جریان عواقب زلزله بهمن ۱۴۰۱ سوریه ، طبق گزارش‌ها، این یگان، قاچاق تجهیزات نظامی را تحت عنوان ارسال کمک تسهیل می‌کرد. چنین تاکتیک‌هایی نیروی قدس را قادر می‌سازد تا تحریم‌ها و نظارت‌های بین‌المللی را دور بزند و در عین حال به تقویت نیروهای نیابتی منطقه‌ای ایران ادامه دهد. 

## رهبری
بر اساس گزارش ها، فرماندهی این یگان توسط فرمانده حسن مهدوی، که نقشی محوری در هماهنگی این عملیات های مخفی ایفا می کند، بر عهده دارد. تحت رهبری او، واحد ۱۸۰۰۰ نقش مهمی در حفظ نفوذ ایران در سوریه و خاورمیانه گسترده‌تر داشته است.  یکی دیگر از رهبران محمدرضا زاهدی بود که در حمله هوایی سال ۱۴۰۲ به کنسولگری ایران در دمشق کشته شد. 

## اهمیت استراتژیک
واحد ۱۸۰۰۰ نمونه ای از استراتژی نیروی قدس برای استفاده از عملیات های مخفیانه برای گسترش نفوذ ایران در سراسر خاورمیانه و در عین حال دوری از نظارت بین المللی است. این یگان با استفاده از شبکه های مخفی قاچاق و پوشش های بشردوستانه به حمایت از اهداف نظامی و سیاسی ایران در منطقه ادامه می دهد.   

## همچنین ببینید
- واحد ۱۹۰
- نیروی قدس
- سپاه پاسداران انقلاب اسلامی
- واحد ۳۴۰
- واحد ۴۰۰
- واحد ۸۴۰